# The Strange Love of Martha Ivers
The Strange Love of Martha Ivers is een Amerikaanse film noir uit 1946 onder regie van Lewis Milestone. De film werd in 1949 in Nederland uitgebracht onder de titel De vreemde liefde van Martha Ivers. De film is het filmdebuut voor de latere steracteur Kirk Douglas.

## Verhaal
In 1928 doet de jonge Martha een poging om haar verstikkende omgeving te ontvluchten. Ze raakt daardoor in conflict met haar gouvernante. In het daaropvolgende gevecht doodt Martha haar. Alleen haar vriend Sam en haar stiefbroer Walter zijn daarvan getuigen. Achttien jaar later bezoekt Sam zijn oude woonplek. Hij leert er de knappe Toni kennen, die vrij is op borg. Als Toni opnieuw wordt gearresteerd, tracht Sam haar vrij te krijgen. Hij moet daarvoor een beroep doen op Walter, die intussen een belangrijke advocaat en politicus is geworden.

## Rolverdeling
| Acteur           | Personage       |
| ---------------- | --------------- |
| Barbara Stanwyck | Martha Ivers    |
| Van Heflin       | Sam Masterson   |
| Lizabeth Scott   | Toni Marachek   |
| Kirk Douglas     | Walter O'Neil   |
| Judith Anderson  | Mevrouw Ivers   |
| Roman Bohnen     | Mijnheer O'Neil |
| Darryl Hickman   | Jonge Sam       |
| Janis Wilson     | Jonge Martha    |
| Ann Doran        | Bobbi St. John  |
| Frank Orth       | Hotelbediende   |
| James Flavin     | Detective       |
| Mickey Kuhn      | Jonge Walter    |
| Charles D. Brown | McCarthy        |